# Gabriel Martín
Gabriel Martín, vollständiger Name Williams Gabriel Martín Berrutti, (* 31. Januar 1991 in La Paz) ist ein uruguayischer Fußballspieler.

## Karriere
Der 1,75 Meter große Torhüter Martín gehörte zu Beginn seiner Karriere in der Saison 2011/12 dem in Montevideo beheimateten Erstligisten Racing an. Ein Erstligaspiel bestritt er in jener Spielzeit jedoch nicht, zählte jedoch bereits 15-mal zum Spieltagskader. Im September 2012 wechselte er im Rahmen einer Ausleihe in die Segunda División zum Club Atlético Torque. Einen Pflichtspieleinsatz in der Liga konnte er bei dieser bis Ende Juli 2013 währenden Karrierestation nicht verbuchen. Nach seiner Rückkehr zu Racing kam er auch in der anschließenden Spielzeit 2013/14 nicht in der Primera División zum Einsatz. Im Februar 2014 wechselte er erneut auf Leihbasis zum Zweitligisten Huracán FC und absolvierte bis zum Saisonende 15 Ligaspiele. Zur Apertura 2014 schloss er sich erneut dem leihgebenden Verein Racing an. In der Saison 2014/15 und auch darüber hinaus wurde er bislang (Stand: 13. September 2016) weder in der höchsten uruguayischen Spielklasse eingesetzt, noch ist eine Kaderzugehörigkeit verzeichnet.